# Luísa Sobral
Luísa Maria Vilar Braamcamp Sobral ComM (Lisboa, 18 de setembro de 1987) é uma cantora-compositora e escritora portuguesa. Compôs a música Amar pelos Dois, interpretada pelo irmão, Salvador Sobral, que ganhou o Festival Eurovisão da Canção 2017.

## Carreira
Estreia-se em 2011 com a edição de The Cherry on My Cake. Seguem-se There’s A Flower In My Bedroom (2013), com convidados como Jamie Cullum, António Zambujo e Mário Laginha, Lu-Pu-I-Pi-Sa-Pa (2014) e Luísa (2016), gravado em Los Angeles pelo produtor Joe Henry (Madonna, Elvis Costello, entre outros). 
A sua faceta de compositora vai-se destacando ao longo dos anos, chegando a compor para artistas como Ana Moura, António Zambujo, Gisela João, Marco Rodrigues, Mayra Andrade, entre outros. Em 2017 é convidada para compor um tema para o Festival da Canção. Nasce assim Amar Pelos Dois, que Luísa entrega ao irmão, Salvador Sobral, para interpretar. A parceria fraterna revela-se um sucesso: Portugal conquista a sua primeira vitória de sempre na Eurovisão. Durante este período, Luísa produz ainda os álbuns As Blue As Red (2018), de Elisa Rodrigues, Coreto (2020), de Rogério Charraz, e o mais recente álbum de Joana Alegre.
No final de 2018 Luísa edita o seu quinto álbum de originais, Rosa. Para a produção convida o  produtor e multi-instrumentista catalão Raül Refree. Rosa privilegia, além da voz e da guitarra, um trio de sopros e elementos de percussão clássica. 
Em 2020 Luísa lança um novo single com a cantora espanhola Zahara e estreia O Avesso da Canção, podcast onde conversa com grandes nomes da música portuguesa sobre a arte da escrita de canções. 2020 marca também a estreia em palco com o irmão Salvador Sobral numa série de concertos em Lisboa e no Porto.
Luísa tem também vasta experiência internacional. Desde 2011, ano em que atuou no programa BBC Later…with Jools Holland, que vai acumulando digressões por países como Espanha, França, Turquia, Israel, Austrália, Alemanha, Suíça, Luxemburgo, EUA, Marrocos, África do Sul, Namíbia, Zimbabué, Botswana, Japão, Brasil, Uruguai, entre outros. Destacam-se ainda presenças em múltiplos festivais, como o Festival WOMAD em Adelaide (Austrália), o Red Sea Winter Jazz Festival em Eilat (Israel), Festival de Jazz de Barcelona, o Festival de Jazz de Cartagena, o London Jazz Festival, o Cully Jazz, o festival SXSW no Texas, entre outros.
Recentemente, Luísa regressou às edições discográficas com o mini-álbum Camomila (2021) e com o single Quero Morar numa Canção (2022).

## Discografia

#### Álbuns de estúdio
| Ano  | Título                         |
| ---- | ------------------------------ |
| 2011 | The Cherry on my Cake          |
| 2013 | There's a Flower in my Bedroom |
| 2014 | Lu-Pu-I-Pi-Sa-Pa               |
| 2016 | Luísa                          |
| 2018 | Rosa                           |
| 2021 | Camomila                       |
| 2022 | DanSando                       |

#### Colaborações e duetos
| Ano  | Artista              | Título                                      |
| ---- | -------------------- | ------------------------------------------- |
| 2012 | David Fonseca        | It Shall Pass                               |
| 2012 | Alejandro Sanz (ESP) | Bailo Com Vos                               |
| 2013 | Noiserv              | I Was Trying to Sleep When Everyone Woke Up |
| 2013 | Jamie Cullum         | She Walked Down the Aisle                   |
| 2013 | António Zambujo      | Inês                                        |
| 2015 | Afonso Pais          | Lisboa Antiga                               |
| 2015 | They're Heading West | I'll Be Waiting                             |
| 2016 | Anaquim              | Há Sempre Qualquer Coisa                    |
| 2018 | Salvador Sobral      | Só um Beijo                                 |
| 2019 | Isaura               | Uma Frase Não Faz a Canção                  |
| 2019 | Salvador Sobral      | Prometo Não Prometer                        |
| 2019 | Tosca                | Un Giorno in Più                            |
| 2020 | Zahara (ESP)         | Todo Lo Que No Está                         |
| 2021 | Joana Alegre         | Canção do Instante                          |
| 2021 | Feten Feten (ESP)    | Sei Que Vai Passar                          |

#### Composição para outros artistas
| Ano  | Artista          | Título                 |
| ---- | ---------------- | ---------------------- |
| 2013 | Ana Moura        | A Minha Estrela        |
| 2013 | Marco Rodrigues  | A Rosa e o Narcioso    |
| 2016 | Salvador Sobral  | I Might Just Stay Away |
| 2017 | Salvador Sobral  | Amar Pelos Dois        |
| 2018 | António Zambujo  | Se Já Não me Queres    |
| 2019 | Susana Travassos | Não Doeu               |
| 2019 | Sabela (ESP)     | Dame Una Señal         |
| 2019 | Zé Manel         | Agosto                 |
| 2019 | Mayra Andrade    | Terra da Saudade       |
| 2019 | Tosca            | Un Giorno in Più       |
| 2020 | Sara Correia     | Dizer Não              |
| 2021 | Elisa            | Se Não Me Amas         |
| 2022 | Luís Trigacheiro | Trocas-me a Mim        |

## Podcast
Em 2021, Luísa Sobral estreou O Avesso da Canção, podcast semanal em que conversa com outros escritores de canções sobre as histórias por trás de alguns dos seus maiores êxitos. Em cada episódio, são esmiuçadas algumas canções de cada artista - letra e composição - que ao longo da temporada vão integrando a playlist oficial do podcast no Spotify. 
De onde surgiu o Bairro do Amor de Jorge Palma? Como nasceu O Homem do Leme dos Xutos e Pontapés? O que é que inspirou Tiago Bettencourt a escrever a maravilhosa Carta? Qual o método de escrita de Márcia ou de David Fonseca? Todas estas e outras questões são reveladas nas conversas animadas d’ O Avesso da Canção. Todos os episódios têm uma ilustração original, alusiva ao seu convidado, da autoria da ilustradora Camila Beirão dos Reis. 
"O que está por trás das canções que gostamos? O que levou o compositor ou o letrista a escrever aquelas palavras que parecem falar de nós? Este podcast pretende ir mais fundo na arte da escrita de canções. Saber o método de criação de cada um dos convidados, o que os inspira, o que os levou até à escrita e várias outras questões que nos vão ajudar a desvendar um pouco dos bastidores desta arte muitas vezes solitária. Sejam bem-vindos ao Avesso da Canção." Luísa Sobral

## Livros
Em 2022, Luísa Sobral e a ilustradora Camila Beirão estrearam-se no universo da literatura para crianças com ‘Quando a Porta Fica Aberta’, um livro dedicado aos filhos que, partindo do formato da porta do armário do quarto de Emília – uma menina com medo de apagar a luz – lhe mostra todas as coisas maravilhosas que podem acontecer lá dentro durante a noite. O livro foi editado pela Caminho e apresentado na Livraria Ler Devagar, em Lisboa.
Em 2024 saiu o segundo livro infantil de Luísa Sobral, O peso das palavras, com ilustrações de Ligeiramente Canhoto.
Em 2025 Luísa Sobral publica o seu primeiro romance, Nem Todas as Árvores Morrem de Pé.

## Reconhecimento
Ao longo da carreira, Luísa Sobral tem acumulado várias distinções.
Durante a estadia nos Estados Unidos, foi nomeada nas categorias Best Jazz Song, no Malibu Music Awards em 2008; Best Jazz Artist no Hollywood Music Awards; International Songwirting Competition em 2007 e The John Lennon Songwriting Competition também em 2008.
Em maio de 2017, poucos dias depois de Amar Pelos Dois vencer o Festival da Eurovisão, Luísa e Salvador Sobral foram agraciados pela Assembleia da República com um voto de saudação, por unanimidade, pelo seu feito na Eurovisão.
A 23 de abril de 2018, recebeu, em conjunto com Salvador Sobral, o prémio Martha de La Cal para personalidade do ano de 2017, por parte da Associação de Imprensa Estrangeira em Portugal. No mesmo dia, foi feita Comendadora da Ordem do Mérito pelo Presidente da República Portuguesa, Marcelo Rebelo de Sousa.